# Ramsey Lewis
Ramsey Emmanuel Lewis, Jr., född 27 maj 1935 i Chicago, Illinois, död 12 september 2022 i Chicago, var en amerikansk jazzmusiker (piano, keyboard). Hans stil, som ofta gränsade mellan jazz och pop, har gjort honom populär även utanför jazzkretsar. Han fick en stor pophit i USA i oktober 1965 då hans instrumentalinspelning av Dobie Grays "The In Crowd" nådde femteplatsen på Billboard Hot 100-listan. Även 1966 innebar ett intåg på amerikanska poplistan med en inspelning av den traditionella "Wade in the Water".